# شنتارو إيهارا
شنتارو إيهارا (باليابانية: 井原伸太郎) هو لاعب كرة قدم ياباني، ولد في 21 أكتوبر 1991 في ياماغوتشي في اليابان.

## وصلات خارجية
- شنتارو إيهارا على موقع رابطة كرة القدم اليابانية للمحترفين (اليابانية)
- شنتارو إيهارا على موقع قاعدة بيانات كرة القدم.إي يو (الإنجليزية)
- شنتارو إيهارا على موقع Soccerway.com (الإنجليزية)